# Cyrtandra xanthantha
Cyrtandra xanthantha là một loài thực vật có hoa trong họ Tai voi. Loài này được A.C.Sm. mô tả khoa học đầu tiên năm 1953.